# Anticoma columba
Anticoma columba är en rundmaskart som beskrevs av Christian Wieser 1953. Anticoma columba ingår i släktet Anticoma och familjen Anticomidae. Inga underarter finns listade i Catalogue of Life.